# Kornelia Ender
Kornelia Ender (Plauen, 25. listopada 1958.) je bivša istočnonjemačka plivačica.

## Sportska karijera
Prva je plivačica u povijesti koja je osvojila 4 zlatne medalje na istim Olimpijskim igrama i to sve s novim svjetskim rekordima. Ukupno je osvojila 4 zlatne i 4 srebrene olimpijske medalje, te je četverostruka svjetska prvakinja u plivanju. Od 1973. do 1976. godine birana je za sportašicu godine u Istočnoj Njemačkoj. Godine 1981. primljena je u Kuću slavnih vodenih sportova.

## Privatno
U prvom braku bila je udana za Roland Matthesa, također plivača s kojim ima kćerku Francisku. Nakon rastave udala se za svjetskog prvaka u bobu Steffen Grummta s kojim ima kćerku Tiffany. Kornelia danas živi u Schornsheimu nedaleko od Mainza, gdje se bavi fizioterapijom.